# Studley Royal Park

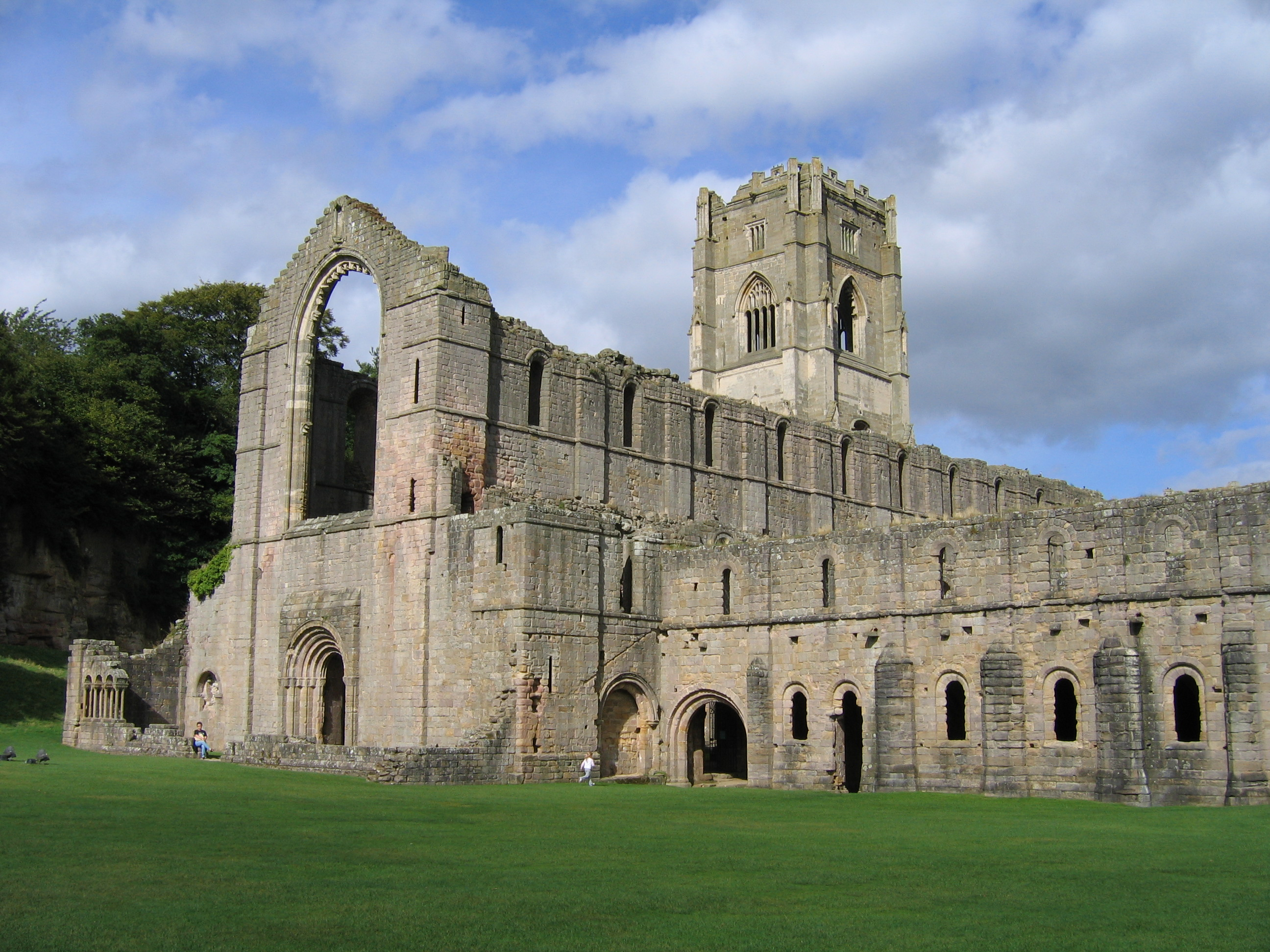
Ruïnes van Fountains Abbey

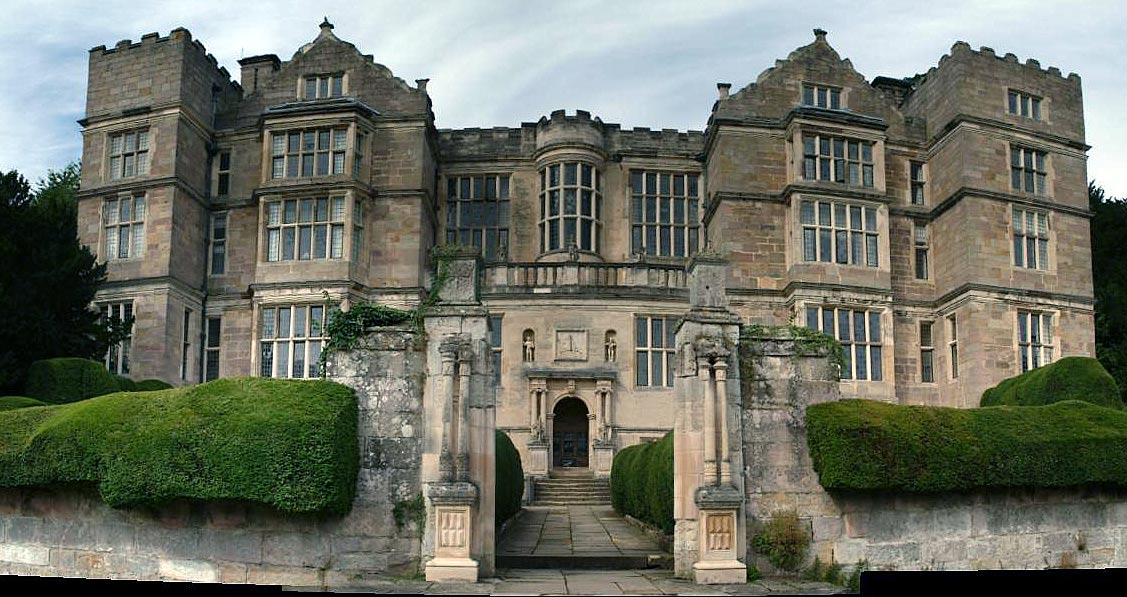
Fountains Hall

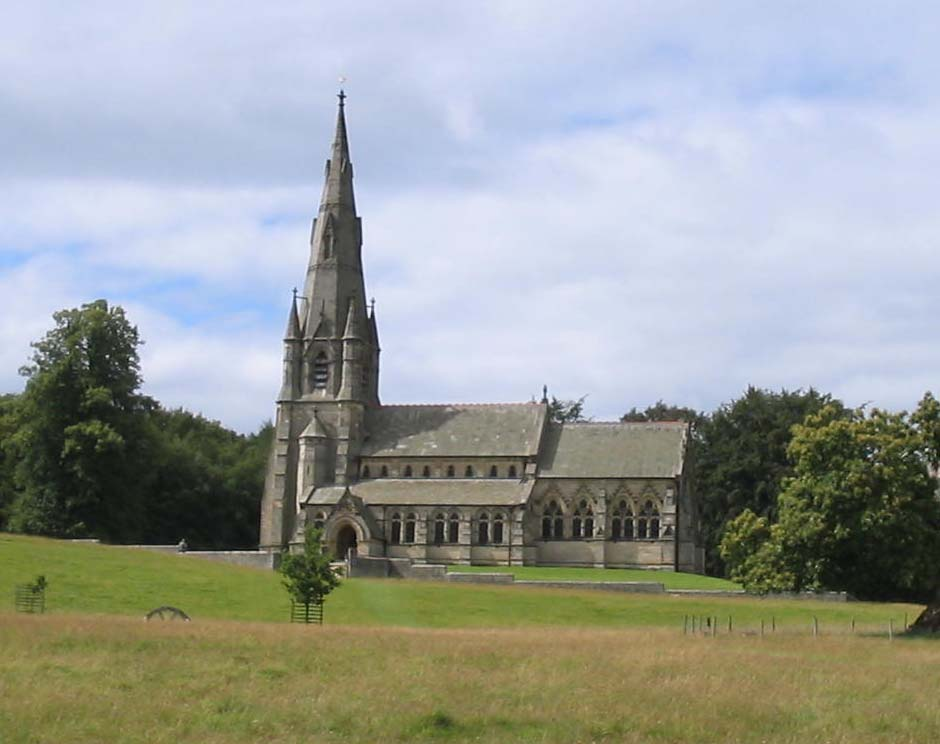
St. Mary's Church

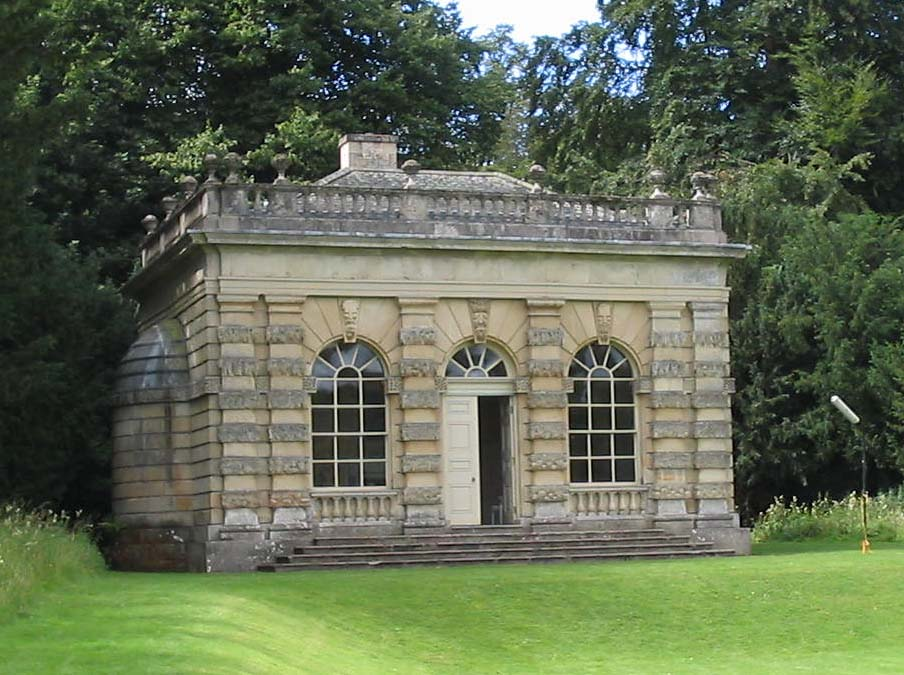
Eethuisje in de stijl van Andrea Palladio

Studley Royal Park is een landschapspark dat ontwikkeld is rond de ruïnes van de cisterciënzerabdij Fountains Abbey in North Yorkshire, Engeland. Het park bevat voorbeelden van achttiende-eeuwse landschapsarchitectuur, zoals een watertuin. Samen met de abdij behoort het park sinds 1986 tot het werelderfgoed van de UNESCO.

## Geschiedenis

### Ontstaan
Fountains Abbey is in 1132 gesticht door dertien benedictijner monniken. Later sloten zij zich aan bij de vernieuwingsbeweging van de cisterciënzers. In 1539 werd het klooster opgeheven door Hendrik VIII, waarna de abdijgebouwen en de bijbehorende 2 km² land door de Kroon werden verkocht aan de koopman Sir Richard Gresham. Nadat verschillende generaties Gresham het landgoed in hun bezit hadden gehad, werd het verkocht aan Stephen Proctor. Deze bouwde het landhuis Fountains Hall, waarschijnlijk tussen 1598 en 1604. Fountains Hall werd gedeeltelijk gebouwd met stenen van de abdij. Twee kamers in het landhuis kunnen bezichtigd worden.

### Ontwikkeling van het landgoed
In 1699 erfde John Aislabie het landgoed Studley. Hij had maatschappelijke en politieke ambities en was in 1695 de eerste Tory-afgevaardigde namens Ripon in het Britse parlement. In 1718 werd hij Chancellor of the Exchequer, een soort minister van financiën. In 1720 kwam een einde aan zijn carrière toen de Britse Zuidzee-Compagnie ten onder ging in de South Sea Bubble. Aislabie was de voornaamste steunpilaar van dit project geweest en had persoonlijk de wet ingediend die de oprichting van de compagnie mogelijk maakte. Hij werd uit het parlement gezet en mocht voor de rest van zijn leven geen publieke functie meer bekleden.
Aislabie keerde hierop terug naar Yorkshire en wijdde zich aan het vervolmaken van de tuin, waar hij in 1718 mee begonnen was. Na zijn overlijden in 1742 werden zijn plannen uitgebreid door zijn zoon William, die de overblijfselen van de abdij en Fountains Hall kocht. Ook breidde hij de tuin zelf uit in een schilderachtige romantische stijl die sterk verschilt van de formele stijl van zijn vaders tuin. Samen schiepen zij de waarschijnlijk belangrijkste achttiende-eeuwse watertuin in Engeland.
Na het overlijden van William ging het landgoed over naar zijn dochter en daarna naar een nicht van haar. Grote veranderingen bleven uit en de tuin en het park kwamen in handen van de familie Vyner, die afstamden van de Aislabies.

### Recent verleden
Tijdens de Tweede Wereldoorlog werd Studley Royal gebruikt voor de opvang van evacués. De Koningin Ethelburga school uit Harrogate werd ondergebracht in Studley Royal, terwijl het Koningin Elizabeth Sanatorium werd gevestigd in Fountains Hall. De stallen bij Studley Royal werden gebruikt als slaapzalen, terwijl een hoek werd gebruikt als schoolkapel. Hier kwam de aartsdeken van Ripon de zondagse Evensong houden.
In 1966 werd het landgoed gekocht door de County Council van de West Riding of Yorkshire om in 1983 in handen te komen van de National Trust. Momenteel wordt het gedeelte van het park rond de abdij beheerd door English Heritage. In 1986 werd het gehele park door de UNESCO aangewezen als werelderfgoed.

## Voornaamste bezienswaardigheden
Naast de abdij, Fountains Hall en de neogotische herinneringskerk Saint Mary's Church bevat het park nog enkele andere belangwekkende historische onderdelen.

### Studley Royal Water Garden
De watertuin in Studley Royal is een van de best bewaarde achttiende-eeuwse watertuinen in Engeland. De tuin werd ontworpen door John Aislabie in 1718 en werd later uitgebreid door zijn zoon William, die het landgoed Fountains aankocht. De tuin bevat een aantal sierlijke meren, kanalen, tempels en watervallen, die zorgen voor een opeenvolging van wisselende vergezichten. In de tuin staan ook een aantal follies zoals een neogotisch kasteel en een eethuisje in de stijl van Palladio.

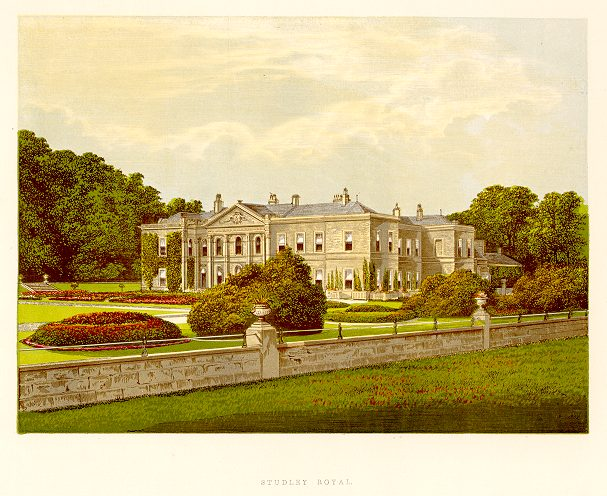
Het 18e-eeuwse landhuis in Palladianistische stijl brandde in 1946 volledig af. Afbeelding uit 1880

### Hertenkamp
Tot het park behoort een middeleeuwse hertenkamp met daarin 500 herten en een grote rijkdom aan flora en fauna. De hertenkamp omringde vroeger Studley Royal House, maar dit brandde in 1946 grotendeels af en werd kort daarna gesloopt. Het gebouw verving een voorganger die op zijn beurt was gebouwd nadat in december 1716 een vorig landhuis zwaar beschadigd was door brand. Van het nieuwe gebouw resteren alleen de stallen, gebouwd tussen 1728 en 1732. Zij zijn nu in gebruik als woonhuis. Tot 2000 waren zij eigendom van de zakenman Sir Paul Sykes, maar later kocht de schrijfster Susie Bulmer het gebouw.

### Watermolen van Fountains Abbey
De watermolen is de enige twaalfde-eeuwse door de cisterciënzers gebouwde graanmolen in het Verenigd Koninkrijk en is het oudste nog "intacte" gebouw op het landgoed.

## Voetnoten
1. ↑  My turbulent life as an aristocrat, The Northern Echo, 28 februari 2005